# Борковићи (Бања Лука)
Борковићи су насељено мјесто и мјесна заједница на подручју града Бање Луке, Република Српска, БиХ. До промјена граница мјесних заједница 2006. и 2011. године мјесној заједници Борковићи су у цјелости припадала насељена мјеста Борковићи и Славићка. Овој мјесној заједници је 2006. године припојен и дио насељеног мјеста Пискавица, а од 2011. године дио насељеног мјеста Борковићи припада новоформираној мјесној заједници Чокорска поља. Према прелиминарним подацима пописа становништва 2013. године, у овом насељеном мјесту је пописано 594 лица.

## Становништво
|             | 2013.        | 1991.        | 1981.          | 1971.          |
| Укупно      | 594 (100,0%) | 976 (100,0%) | 1 223 (100,0%) | 1 465 (100,0%) |
| Срби        | 587 (98,82%) | 947 (97,03%) | 1 217 (99,51%) | 1 459 (99,59%) |
| Хрвати      | 4 (0,673%)   | 2 (0,205%)   | 4 (0,327%)     | –              |
| Бошњаци     | 1 (0,168%)   | –            | –              | –              |
| Муслимани   | 1 (0,168%)   | –            | –              | –              |
| Неизјашњени | 1 (0,168%)   | –            | –              | –              |
| Остали      | –            | 26 (2,664%)  | 1 (0,082%)     | 6 (0,410%)     |
| Југословени | –            | 1 (0,102%)   | –              | –              |
| Албанци     | –            | –            | 1 (0,082%)     | –              |

| Демографија | Демографија | Демографија |
| Година      | Становника  | Становника  |
| ----------- | ----------- | ----------- |
| 1948.       | 1.122       |             |
| 1953.       | 1.214       |             |
| 1961.       | 1.357       |             |
| 1971.       | 1.465       |             |
| 1981.       | 1.223       |             |
| 1991.       | 987         |             |